# Tropaeolum harlingii
Tropaeolum harlingii là một loài thực vật có hoa trong họ Tropaeolaceae. Loài này được Sparre miêu tả khoa học đầu tiên năm 1973.